# Stazione di Porretta Terme
La stazione di Porretta Terme è una stazione ferroviaria posta sulla linea Bologna-Pistoia. Serve il centro abitato di Porretta Terme.

## Storia
Nel 1891 risultava denominata "Bagni della Porretta".
Il 24 maggio 1927 venne attivato l'esercizio a trazione elettrica a corrente alternata trifase sulla tratta da Porretta a Pistoia; la tratta verso Bologna seguì il 28 ottobre dello stesso anno. L'intera linea venne in seguito convertita alla corrente continua il 13 maggio 1935.

## Strutture e impianti
La stazione è dotata di 4 binari.

## Movimento
Il servizio passeggeri per Bologna è costituito da treni della linea S1 del servizio ferroviario metropolitano di Bologna (Porretta Terme-Bologna Centrale-Pianoro), cadenzati a frequenza oraria, con rinforzi semiorari nelle ore di punta. Il servizio è svolto da Trenitalia Tper nell'ambito del contratto di servizio con la Regione Emilia-Romagna.
Sul versante toscano, la stazione è servita da relazioni regionali con Pistoia, svolte da Trenitalia nel quadro del contratto di servizio con la Regione Toscana.
A novembre 2019, l'impianto risultava frequentato da un traffico giornaliero medio di circa 2060 persone.

## Servizi
La stazione è classificata da RFI nella categoria silver.
- Biglietteria a sportello
- Posto di Polizia ferroviaria
- Bar